# Sauk City
Sauk City est un village du comté de Sauk, dans l'État du Wisconsin, aux États-Unis. En 2020, il comptait une population de 3 518 habitants.